# 上越大橋
上越大橋（じょうえつおおはし）は、新潟県上越市の関川に架かる新潟県道13号上越安塚柏崎線（都市計画道路飯門田新田線）の橋長227.2 m（メートル）の桁橋。

## 概要
1期橋
- 形式 - 鋼5径間連続非合成鈑桁橋
- 橋長 - 227.2 m
  - 支間割 - 45.3 m+45.1 m+45.2 m+45.2 m+45.2 m
- 幅員（片側）
  - 総幅員 - 10.40 m
  - 車道 - 7.5 m
  - 歩道 - 2.0 m
- 鋼重 - 516 t
- 基礎 - 逆T式橋台・張出式小判形橋脚
- 床版 - 鉄筋コンクリート
- 施工 - 住友重機械工業

橋脚は1期橋・2期橋を共有する予定である。

## 歴史
1983年（昭和53年）10月21日に1期橋が開通。同年10月28日には国道18号上新バイパスの今池 - 三田間が、また11月9日には北陸自動車道米山IC - 上越ICが開通しており、本橋は北陸自動車道や上新バイパスと当時の国道18号現道（上越大通り）を結ぶ道路として機能した。
その後、2015年（平成27年）3月21日の飯門田新田線の全通や2019年（平成31年）3月24日の上越魚沼地域振興快速道路上越三和道路起点側の開通により本橋の交通量が増大する中、飯門田新田線の内唯一暫定2車線である本橋区間の渋滞が激しくなったことから2019年度（平成31年度・令和元年度）に地域高規格道路ICアクセス道路として、新潟県により国補助の街路事業として本橋とその前後の延長560 mの4車線化が事業化された。総事業費は25億円、交通量は24,300台を計画している。
2021年（令和3年）10月19日に上越安塚柏崎線の道路の区域が変更され、4車線分の幅員が区域となった。